# Byabön
Byabön är en form av enkel gudstjänst som leddes av en lekman. Byabönen kom att få stor betydelse för Norrlandsläseriet – både ”gammalläseriet” och ”nyläseriet”.
Byabönerna förespråkades av de kyrkliga myndigheterna i framförallt övre Norrland på grund av de geografiskt långa avstånden. Denna typ av gudstjänst är känd i Sverige sedan 1600-talet. 
Byabönen inkluderade psalmsång, bön, läsning av söndagens bibeltexter samt läsning ur någon postilla eller andaktsbok. Ledaren av byabönen kallades bönpräst eller läsmästare.